# Aalto-universiteit
De Aalto-universiteit (Fins: Aalto-yliopisto; Zweeds: Aalto-universitetet) is een openbare universiteit in de Finse hoofdstad Helsinki. De universiteit werd opgericht op 1 januari 2010, als gevolg van een fusie van de Technische Universiteit van Helsinki, de Handelshogeschool van Helsinki en de Hogeschool voor Kunstnijverheid. De universiteit is vernoemd naar Alvar Aalto, een prominent Fins architect, ontwerper en alumnus van de voormalige Technische Universiteit van Helsinki.

## Campussen
De Aalto-universiteit heeft verschillende campussen. De grootste, Otaniemi, is gelegen in Espoo, 10 kilometer van het centrum van Helsinki. Deze is via metro- en busverbinding verbonden met het centrum van Helsinki.

## Instellingen
Scholen
De Aalto-universiteit is verdeeld in zes scholen:
- School voor kunst en grafische vormgeving (Aalto TAIK)
- School voor chemische technologie (Aalto CHEM)
- School voor economie (Aalto ECON)
- School voor elektrotechniek (Aalto ELEC)
- School voor techniek (Aalto ENG)
- School voor wetenschappen (Aalto SCI)

Overig
- De universiteitsbibliotheek
- Het Natuurkundig instituut van Helsinki.
- Aalto University Professional Development (former Lifelong Learning Institute Dipoli)

## Bestuur
De Aalto-universiteit wordt bestuurd door een zeven leden tellende raad. Deze neemt beslissingen over de manier van werken en financiële kwesties. Tevens is de raad verantwoordelijk voor het benoemen van de rector en conrector.
De Aalto-universiteit kent ook een studentenraad. Alle geregistreerde studenten zijn automatisch lid van deze raad. De raad kiest onder andere een studentenvakbond die verantwoordelijk is voor de studentenhuisvesting, recreatie en gezondheidszorg.

## Geschiedenis

### Technische Universiteit
De Technische Universiteit van Helsinki (Teknillinen Korkeakoulu, Tekniska högskolan, TKK) werd in 1849 opgericht als hogeschool door Nicolaas I van Rusland en kreeg in 1908 de status van universiteit. In de jaren zestig verhuisde deze naar een nieuwe campus in Espoo. Deze campus bestaat nog steeds en huisvest nu de vier scholen voor wetenschap en techniek van de Aalto-universiteit. Het grootste gedeelte van de huidige universiteit is hier gevestigd.

### Handelshogeschool
De Handelshogeschool van Helsinki (Helsingin kauppakorkeakoulu) werd in 1904 opgericht en kreeg in 1911 de status van universiteit. Tot 1974 was het een particuliere universiteit.

### Hogeschool voor Kunstnijverheid
Hogeschool voor Kunstnijverheid (Taideteollinen korkeakoulu) werd opgericht in 1871 en was tot de fusie de grootste kunstacademie van de Noordse landen. De universiteit was sterk betrokken bij onderzoeksprojecten en industriële samenwerking.

### Fusie tot Aalto-universiteit
In 2004 kwam een werkgroep onder leiding van Anne Brunila van het Finse Ministerie van Financiën tot de conclusie dat Finland te veel universiteiten en andere instellingen voor tertiair onderwijs had. Hierop stelde Yrjö Sotamaa, de rector van de Hogeschool voor Kunstnijverheid, voor om de drie universiteiten van Helsinki samen te voegen tot één grote universiteit. Het idee werd in behandeling genomen door het Finse ministerie van onderwijs. Raimo Sailas, een vooraanstaande official van het ministerie van financiën, kreeg opdracht om de mogelijkheden voor een fusie te onderzoeken. Nadat hij concludeerde dat een fusie gunstig zou zijn voor de Finse economie en de kwaliteit van het onderwijs, besloot het Finse parlement op 11 november 2007 de fusie te realiseren.
Op 29 mei 2008 maakte de overheid bekend dat de nieuwe universiteit vernoemd zou gaan worden naar architect Alvar Aalto, ter erkenning van zijn prestaties op het gebied van technologie, kunst en economie. Sari Sarkomaa, destijds de Finse minister van onderwijs, tekende op 25 juni 2008 samen met  vertegenwoordigers van de Finse industriële sector en professionele organisaties de officiële charta voor de nieuwe universiteit. Op 19 december 2009 werd professor Tuula Teeri tot eerste rector van de universiteit benoemd.
Op 1 januari 2010 opende de Aalto-universiteit officieel haar deuren. De universiteit wordt deels door particuliere donaties ondersteund.

## Foto's

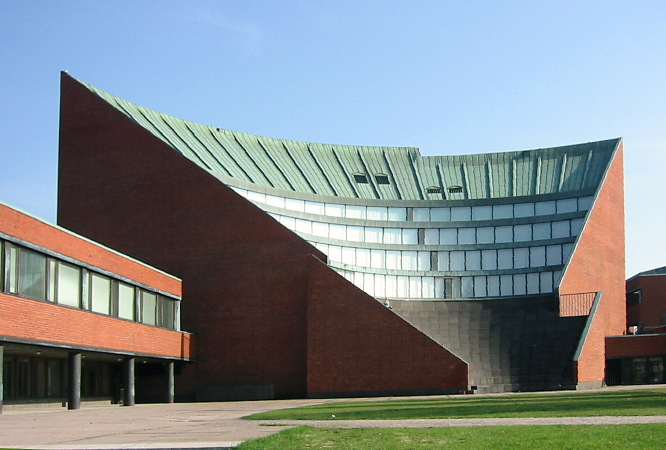
Alvar Aalto's auditorium van het hoofdgebouw van de campus in Otaniemi.
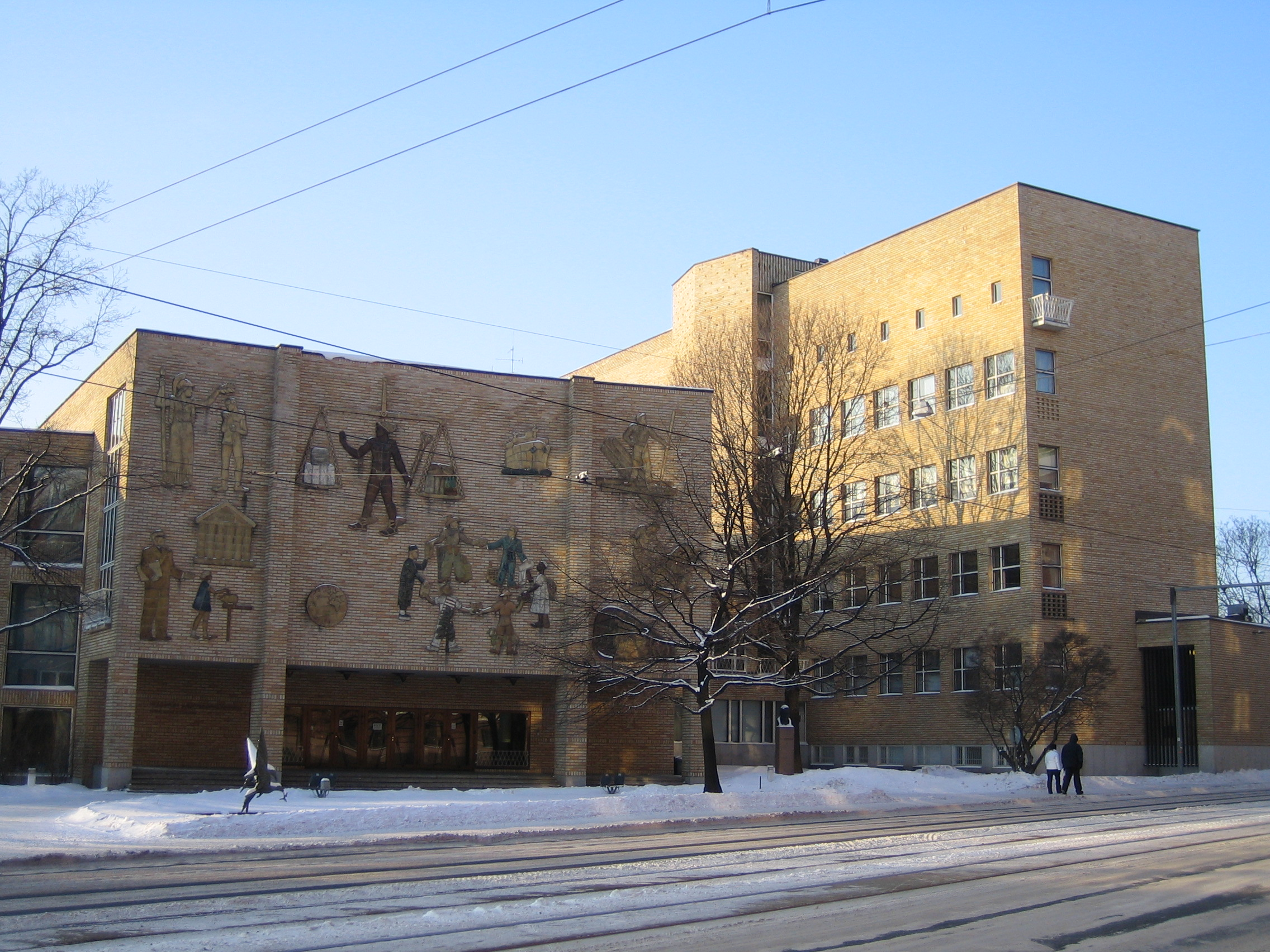
Het hoofdgebouw van de school voor economie in Töölö
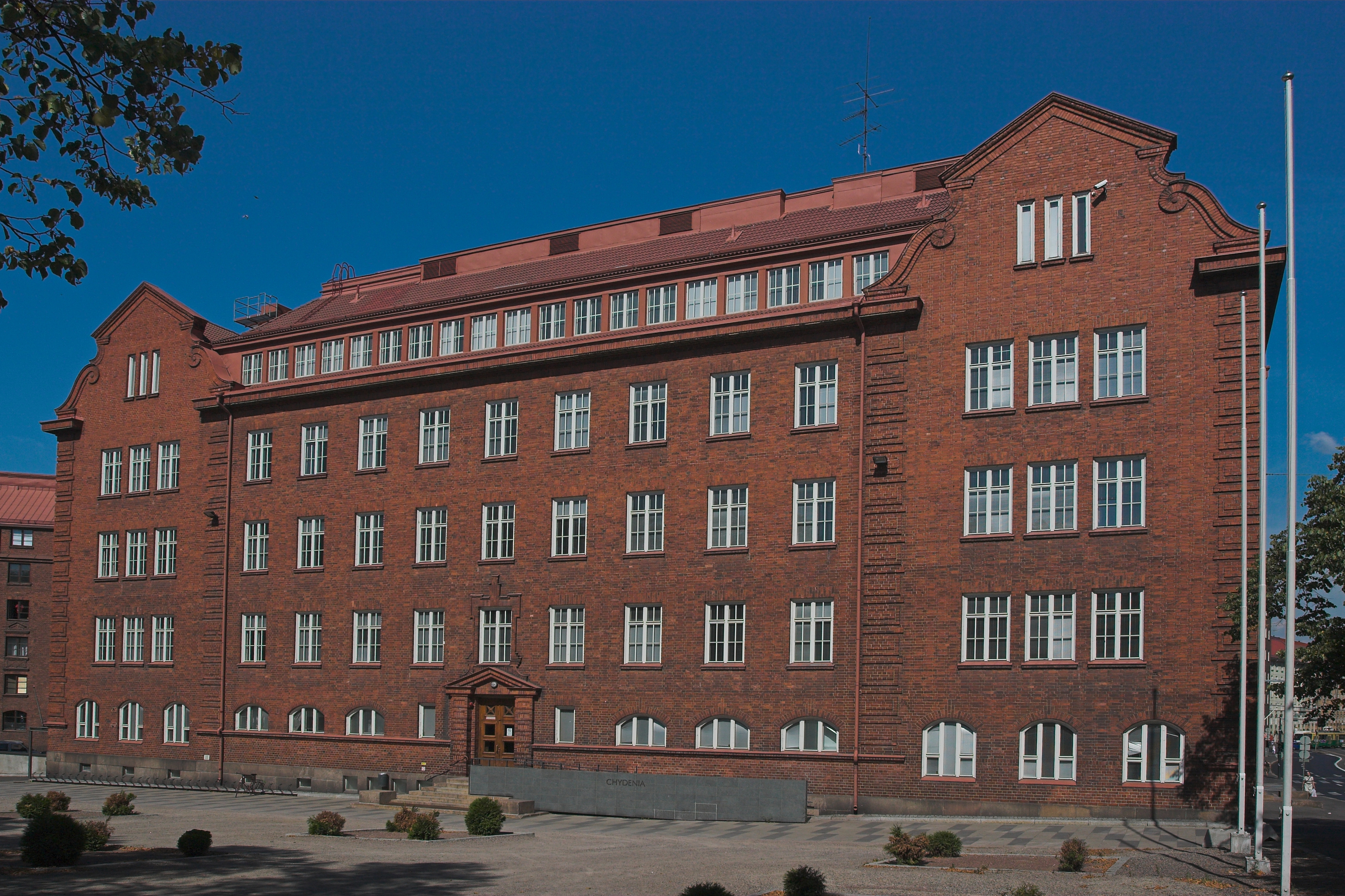
Het Chydeniagebouw van de school voor economie
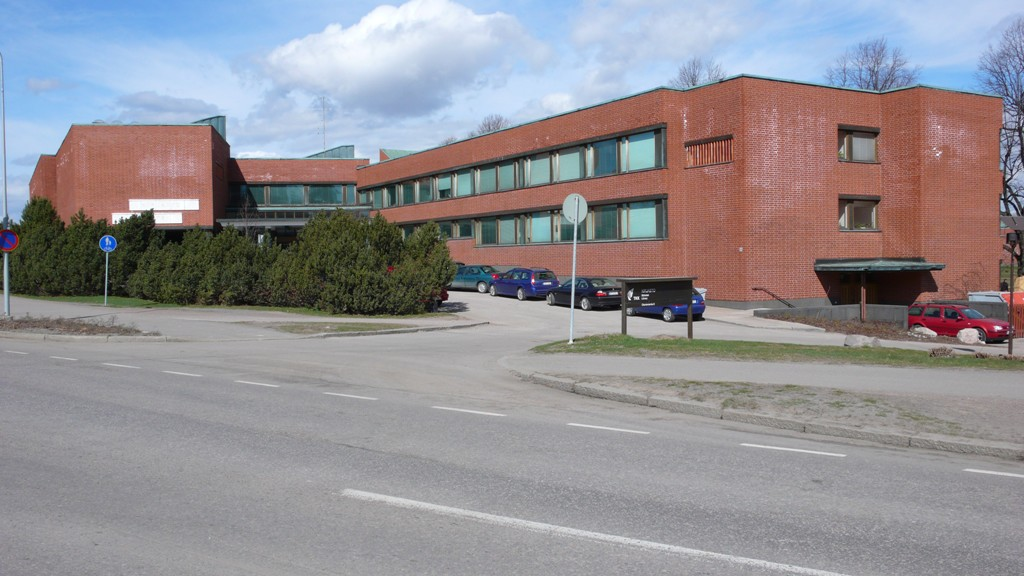
De bibliotheek in Otaniemi

Universiteit: Aalto-universiteit · Åbo Akademi · Universiteit van Helsinki · Universiteit van Jyväskylä · Universiteit van Lapland · Universiteit van Oost-Finland · Universiteit Oulu · Universiteit Tampere · Universiteit van Turku · Universiteit van Vaasa

Technische universiteit: Technische Universiteit Lappeenranta · Technische Universiteit Tampere

Overige: Universiteit voor de Kunsten
Aalborg ·
Aken ·
Barcelona ·
Belgrado · 
Berlijn · 
Boedapest · 
Boekarest · 
Braunschweig · 
Brno ·
Darmstadt ·
Delft ·
Dresden ·
Dublin ·
Enschede · 
Gdańsk · 
Gent ·
Glasgow · 
Göteborg ·
Graz ·
Grenoble ·
Guildford · 
Haifa ·
Hannover ·
Helsinki ·
Istanboel ·
Karlsruhe ·
Kaunas ·
Lausanne ·
Leuven ·
Lissabon ·
Lissabon NOVA ·
Louvain-la-Neuve ·
Lund · 
Lyon ·
Madrid ·
Milaan ·
Parijs-Saclay ·
Parijs ParisTech ·
Porto ·
Poznań ·
Praag ·
Riga ·
Sheffield · 
Stockholm ·
Stuttgart ·
Tallinn ·
Tomsk ·
Trondheim ·
Turijn ·
Valencia ·
Warschau ·
Wenen ·
Zürich